# Kanton Vannes-2
Der Kanton Vannes-2 (bretonisch Kanton Gwened-2) ist seit 2015 ein französischer Wahlkreis im Arrondissement Vannes, im Département Morbihan und in der Region Bretagne. Sein Hauptort ist Vannes.

## Geschichte
Der Kanton entstand am 22. März 2015 aufgrund der Neuordnung der Kantone in Frankreich. 2015 wechselten alle sechs Gemeinden des bisherigen Kantons  Vannes-Ouest, zwei Gemeinden des Kantons Auray (Bono und Plougoumelen) und eine Gemeinde des Kantons Grand-Champ (Plescop) zum neuen Kanton.

## Lage
Der Kanton liegt im Süden des Départements Morbihan. 

### Gemeinden
Der Kanton besteht aus 10 Gemeinden und Gemeindeteilen mit insgesamt 41.270 Einwohnern (Stand: 1. Januar 2022) auf einer Gesamtfläche von 127,44 km²:
| Gemeinde        | Bretonisch     | Einwohner (2022) | Fläche (km²) | Code postal | Code Insee |
| --------------- | -------------- | ---------------- | ------------ | ----------- | ---------- |
| Arradon         | Aradon         | 5.820            | 18,49        | 56610       | 56003      |
| Baden           | Baden          | 4.864            | 23,53        | 56870       | 56008      |
| Bono            | Ar Bonoù       | 2.594            | 5,96         | 56400       | 56262      |
| Île-aux-Moines  | Enizenac'h     | 632              | 3,20         | 56780       | 56087      |
| Île d’Arz       | An Arzh        | 317              | 3,30         | 56840       | 56088      |
| Larmor-Baden    | An Arvor-Baden | 891              | 3,93         | 56870       | 56106      |
| Plescop         | Pleskob        | 6.200            | 23,35        | 56890       | 56158      |
| Ploeren         | Ploveren       | 6.781            | 20,44        | 56880       | 56164      |
| Plougoumelen    | Plougouvelen   | 2.599            | 21,30        | 56400       | 56167      |
| Vannes          | Gwened         | 10.572           | 3,94         | 56000       | 56260      |
| Kanton Vannes-2 | Gwened-2       | 41.270           | 127,44       | -           | 5620       |

1. ↑  Nur der südwestliche Teil der Gemeinde, der Rest verteilt sich auf die Kantone Vannes-1 und Vannes-3.